# Nhóm thực phẩm

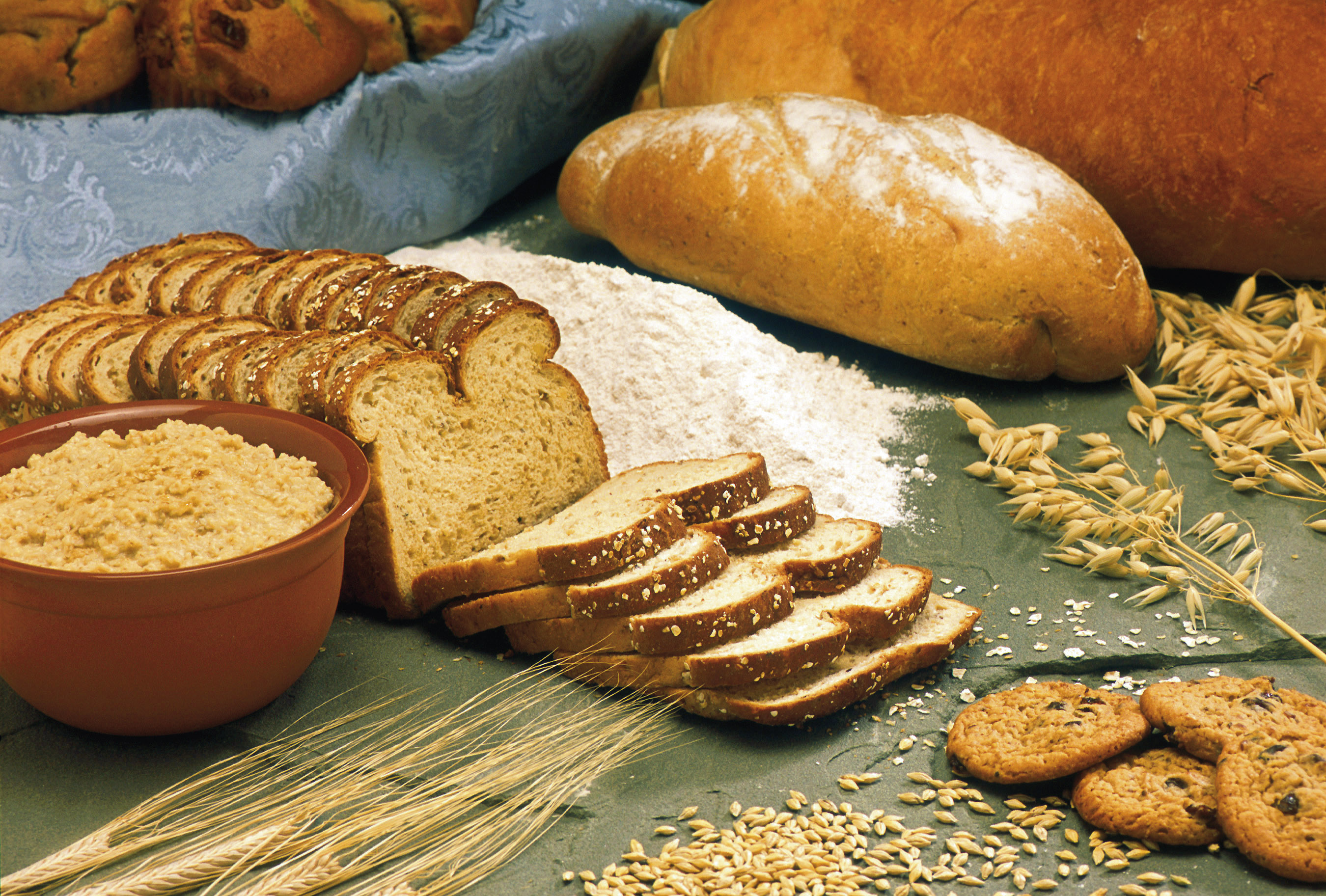
Các loại ngũ cốc, nhóm thực phẩm lớn nhất trong nhiều hướng dẫn dinh dưỡng, bao gồm yến mạch, đại mạch và bánh mì. Tuy nhiên bánh quy được phân loại như đường.

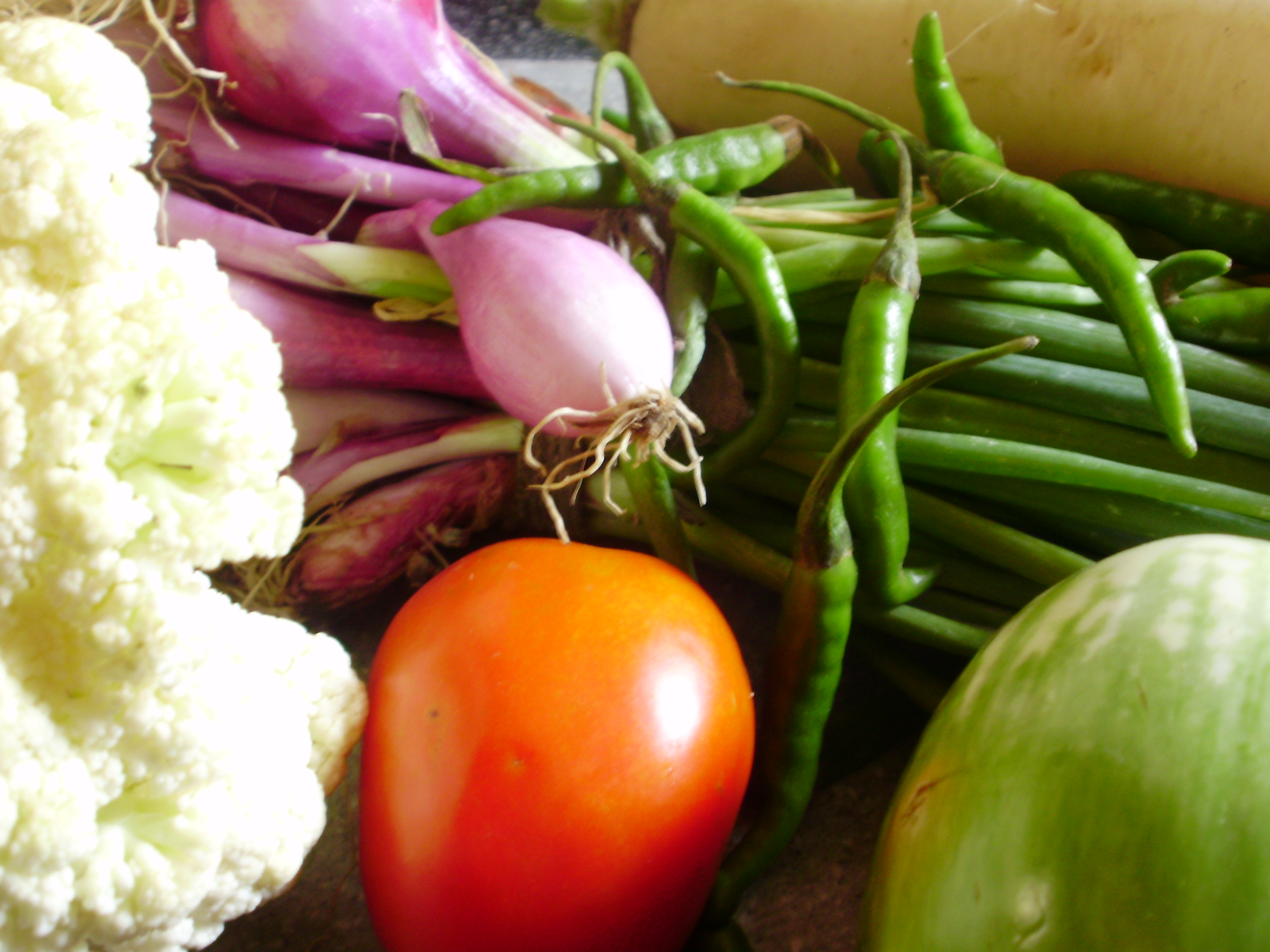
Rau, nhóm thực phẩm lớn thứ hai trong nhiều hướng dẫn dinh dưỡng, có rất nhiều hình dáng, màu sắc và kích cỡ.

Nhóm thực phẩm là tập hợp các loại thực phẩm có chung đặc điểm dinh dưỡng hay phân loại sinh học. Hướng dẫn dinh dưỡng thường phân chia thực phẩm thành các nhóm và khuyến nghị khẩu phần ăn hàng ngày của mỗi nhóm để có được một chế độ ăn lành mạnh và tốt cho sức khỏe. Như tại Hoa Kỳ, USDA đã chia thực phẩm thành 4 đến 11 nhóm khác nhau.

## Các nhóm thực phẩm phổ biến nhất
Bơ sữa hay các sản phẩm từ sữa, đôi khi được phân loại với các sản phẩm sữa thay thế hoặc thịt, thường là một nhóm nhỏ hơn trong hướng dẫn dinh dưỡng, nếu có, đôi lúc được liệt kê riêng với các nhóm thực phẩm khác. Một số sản phẩm bơ sữa gồm có sữa, bơ, bơ lỏng, sữa chua, phô mai, kem sữa và kem thực phẩm. Việc phân loại bơ sữa như một nhóm thực phẩm được khuyến nghị trong khẩu phần hàng ngày đã bị chỉ trích, như Trường Y tế Công cộng Harvard đã lưu ý rằng "nghiên cứu cho thấy có rất ít lợi ích và nguy cơ gây hại tiềm tàng khi đưa vào cơ thể một lượng sữa lớn. Tiêu thụ vừa phải sữa hay các sản phẩm từ sữa — Một đến hai khẩu phần mỗi ngày — là đảm bảo, và có thể có một số lợi ích cho trẻ em. Nhưng không cần thiết cho người lớn, vì nhiều lý do. "
Trái cây, đôi khi được phân loại cùng với các loại rau, bao gồm táo, cam, chuối, quả mọng và chanh. Trái cây chứa carbohydrate, chủ yếu ở dạng đường cũng như các vitamin và khoáng chất quan trọng.
Các loại ngũ cốc, đậu và rau đậu, đôi khi được phân loại như ngũ cốc, thường là phân nhóm lớn nhất trong hướng dẫn dinh dưỡng. Một số bao gồm lúa mì, gạo, yến mạch, đại mạch, bánh mì vàmì ống. Về đậu có đậu nướng và đậu nành, trong khi về rau đậu sẽ có là đậu lăng và đậu gà. Các loại ngũ cốc là nguồn cung cấp tinh bột tốt và thường được phân loại cùng với các thực phẩm giàu tinh bột khác như khoai tây.
Thịt, đôi khi được gắn nhãn protein và thỉnh thoảng gồm có các loại rau đậu và đậu, trứng, chất tương tự như thịt và/hoặc bơ sữa, một khẩu phần với lượng trung bình đến nhỏ hơn trong hướng dẫn dinh dưỡng. Một số bao gồm thịt gà, cá, thịt gà tây, thịt lợn và thịt bò.
Các loại bánh kẹo, còn được gọi là thực phẩm có đường và đôi khi được phân loại cùng với chất béo và dầu, thường là một phân nhóm nhỏ trong hướng dẫn dinh dưỡng, nếu có, và đôi lúc được liệt kê riêng với các nhóm thực phẩm khác. Một số bao gồm kẹo, nước ngọt và sô cô la.
Rau, đôi khi được phân loại cùng với trái cây và thỉnh thoảng bao gồm các loại rau đậu, thường là một phân nhóm lớn chỉ đứng sau các loại ngũ cốc, hoặc đôi khi ngang bằng hoặc vượt trội so với các loại ngũ cốc, trong hướng dẫn dinh dưỡng. Một số bao gồm rau bina (rau chân vịt), cà rốt, hành tây và bông cải xanh.
Nước được phân thành nhiều cách bởi các hướng dẫn thực phẩm khác nhau. Một số không đưa vào, một số liệt kê tách biệt với các nhóm thực phẩm khác, và một số đưa nước trở thành trung tâm hoặc nền tảng của hướng dẫn. Nước đôi khi được phân loại cùng với trà, nước ép trái cây, nước rau và thậm chí cả súp, và thường được khuyên nghị dùng đầy đủ với lượng dồi dào.

## Các nhóm thực phẩm không phổ biến
Số lượng nhóm thực phẩm "phổ biến" khác nhau còn tùy thuộc nhà phân loại. Hướng dẫn thực phẩm của Canada, được xuất bản liên tục từ năm 1942 và là tài liệu chính phủ khuyên dùng nhiều thứ hai (sau biểu mẫu thuế thu nhập) ở Canada, chỉ công nhận bốn nhóm thực phẩm chính thức, phần thực phẩm còn lại được liệt kê là "khác". Một số "những thứ khác" bao gồm:
- Rượu hay gọi chung là đồ uống có cồn được liệt kê ngoài các nhóm thực phẩm khác và chỉ được khuyến nghị dùng chừng mực cho một số người nhất định bởi Kim tự tháp Ăn uống Lành mạnh của Harvard (Harvard's Healthy Eating Pyramid) và Kim tự tháp Thực phẩm Chữa bệnh của Đại học Michigan (the University of Michigan's Healing Foods Pyramid),[7][9] trong khi Kim tự tháp Thực phẩm của Ý (Italy's Food Pyramid) có khẩu phần một nửa rượu vang và bia.[10]